# Фаик Алиев
Фаик Алиев е български революционер, горянин, борец срещу комунистическата власт в България след Деветосептемврийския преврат.

## Биография
Роден е в неврокопското село Абланица. В 1944 или 1945 година в село Белотинци, Драмско, на гръцка територия, Алиев сформира помашка антикомунистическа чета от 30 души, дезертирали от фронта войници. Помощник-командир е съселянинът му Рази Халилов Чаушев. Четата, използвайки Белотинци за постоянна база, нахлува периодично на българска територия. Взривява няколко мини в Неврокопско, занимава се с контрабандна дейност и провежда разузнавателни акции в селата Петрелик, Теплен, Вълкосел, Слащен и Абланица.
Още от февруари 1945 година на Фаик Алиев са устроени поредица от засади в района на Абланица, но той успява да се измъкне всеки път. Популярността му в района бързо нараства и за неговите подвизи се появява народна песен. За да може по-лесно да се укрива, четата се разделя на няколко групи от 5-6 души. Според шефа на Държавна сигурност Руси Христозов за обезвреждането на четата е разработен цялостен план. Вербувани са роднини на потенциалните ятаци на четата и Държавна сигурност успява да внедри свой агент в самата чета. В началото на 1948 година Алиев е заловен с 10 четници. Неврокопският съд осъжда Алиев и още трима четници на смърт чрез обесване, а другите на различни срокове затвор.
На 21 декември 2016 година президентът на България Росен Плевнелиев удостоява посмъртно Фаик Алиев с орден „За гражданска заслуга“ I степен „за неговите изключително големи заслуги и усилия за укрепване на гражданското общество, за защита на човешките права и свободи и за съпротивата му срещу тоталитарния режим“.